# Schweinemord
Der sogenannte Schweinemord (auch: „Professorenschlachtung“) war eine staatlich angeordnete Massenschlachtung von Schweinen im Deutschen Reich während des Ersten Weltkriegs.

## Die Schlachtungen
Vor dem Ersten Weltkrieg war im Deutschen Reich eine 95-prozentige Selbstversorgung mit Fleisch möglich. Der größte Anteil des Viehs bestand aus Schweinen, für deren Fütterung man allerdings auf importierte Gerste aus Russland angewiesen war. Die gesamte Import-Menge an Gerste betrug im Jahr 1912 etwa 2.969.415 Tonnen im Gegenwert von 444.213.000 Mark.
Der Beginn des Ersten Weltkriegs führte zwangsläufig zum Ende des Handels mit Russland, welches nun ein Kriegsgegner Deutschlands war. Ohne die Gerste-Importe ergab sich bei der Fütterung der Schweine eine Knappheit, ferner war auch die Brotversorgung der Bevölkerung gefährdet.
Das Kaiserliche Statistische Amt zählte Anfang 1915 den Bestand an Getreide und Futterkartoffeln. Die Statistik zeigte, dass für die rund 25 Millionen deutschen Schweine nicht genügend Futtervorräte vorhanden waren.
Die Qualität dieser Statistik wird in der Literatur in Frage gestellt. Aus Angst vor Beschlagnahmungen oder um höhere Preise zu erzielen, wurden die tatsächlichen Futtervorräte von den Bauern vielfach niedriger angegeben, als sie wirklich waren. Da man mit Fleisch höhere Gewinne machen konnte, wurden die verheimlichten Kartoffeln an die Schweine verfüttert. Die Futterkartoffelerhebung Ende 1914 unterschätzte daher den tatsächlichen Vorrat.
Da man die zur Schweinemast benötigten Kartoffel- und Getreidebestände alternativ auch direkt zur Versorgung der Bevölkerung einsetzen konnte, wurde die Schlachtung von fünf Millionen Schweinen angeordnet.
Eine Bekanntmachung des Bundesrates verpflichtete alle Gemeinden mit mehr als 5.000 Einwohnern, einen Vorrat an Fleischdauerwaren anzulegen.

## Die Folgen
Über fünf Millionen Schweine wurden im ersten Quartal 1915 geschlachtet. Eine Überschwemmung des Marktes mit Fleischdauerwaren und ein erheblicher Preisverfall waren die unmittelbaren Folgen. Man sah sich zur Konservierung gezwungen, doch da wegen kriegsbedingten Metallmangels für Konservendosen minderwertiges Material verwendet werden musste, verdarb ein Großteil des konservierten Fleischs. Allerdings stiegen die Preise für Schweinefleisch in der zweiten Jahreshälfte 1915 aufgrund eines hohen Mangels an Schlachtvieh rasant an. Ende 1915 wurde deshalb ein Höchstpreis für Schweinefleisch festgesetzt, der letztlich aber nur dazu führte, dass sich ein Schwarzmarkt für Schweinefleisch entwickelte und Schweinefleisch auf dem Markt noch knapper wurde.
Nachfolgend „Viehbestand nach der Zählung vom 1. Dezember 1916“:
| Jahr | Pferde        | Rinder     | Schafe    | Schweine   | Ziegen    | Federvieh     |
| ---- | ------------- | ---------- | --------- | ---------- | --------- | ------------- |
| 1916 | 3.304.168     | 20.873.629 | 4.979.128 | 17.002.401 | 3.940.147 | 65.177.874    |
| 1915 | 3.341.624     | 20.316.948 | 5.073.478 | 17.287.211 | 3.438.296 | nicht bekannt |
| 1914 | 3.435.283     | 21.828.783 | 5.471.468 | 25.341.272 | 3.538.414 | nicht bekannt |
| 1913 | nicht bekannt | 20.994.344 | 5.520.837 | 25.659.140 | 3.548.384 | nicht bekannt |

Hinweis: In den Pferdebestandszahlen sind die Militärpferde nicht enthalten. Es handelt sich also ausschließlich um Pferde im Privatbesitz; im Regelfall Zugpferde der Landwirtschaft.
Außerdem fehlte durch die Schweineschlachtung tierischer Dünger für die Äcker. Dieser konnte nicht durch Kunstdünger ersetzt werden, da die britische Seeblockade auch die Einfuhr von Salpeter verhinderte. So sanken auch die Erträge an Getreide und Kartoffeln gegenüber der Vorkriegszeit um mehr als die Hälfte, was schließlich zu einer Hungerkatastrophe führte.
Die Tötung von Millionen von Schweinen wurde vielfach als Fehler der Planwirtschaft und der Statistik betrachtet und daher auch als „Professorenschlachtung“ bezeichnet, da die Professoren die Schlachtungen ausschließlich aufgrund ihrer theoretischen Modelle als notwendig erachtet hätten.

## Weitere Begriffsverwendung
In der Zeit des Nationalsozialismus wurde die Massenschlachtung von 1915 propagandistisch als ein Komplott jüdischer Akademiker dargestellt, etwa im 1937 erschienenen Buch „Der Schweinemord“ von „Reichsbauernführer“ Walther Darré.
In Erinnerung an die Schlachtungen 1915 wurden auch die Schweine-Notschlachtungen der Jahre 1951 und 1952 in der DDR als Schweinemord bezeichnet. Der Fünfjahresplan sah für beide Jahre eine deutliche Erhöhung der Schweinezahlen vor. Entsprechend wurden die Schweinebestände jeweils massiv erhöht. Nachdem aber die Futtermittelernte zu gering für die Schweinemast war, wurden die meisten Tiere zu Weihnachten 1951 und 1952 vor Schlachtreife geschlachtet. Verantwortlich dafür wurde der Minister für Handel und Versorgung, Karl Hamann, gemacht.